# 新屋天后宮
24°58′32″N 121°01′35″E / 24.975648°N 121.026444°E
新屋天后宮，是位於臺灣桃園市新屋區笨港的媽祖廟，擁有一座約高30公尺的媽祖青銅巨像。

## 歷史沿革
新屋天后宮在道光六年（1826年）創立時原名「聖母祠」，乃北港朝天宮分靈之廟，擁有3甲餘水田作為祀田。戰後地址是笨港村2鄰10號。1955年間改建為磚造，1957年秋重建後改為現名，1984年再擴大重建。
1999年11月動工興建青銅製的媽祖神像，耗資新台幣2300萬元，使用120噸青銅，高約30公尺。2000年間5月，內殿大火，12尊媽祖及千里眼、順風耳等神像付諸一炬，信徒認為是千里眼與順風耳尊身高過媽祖，不符主僕倫理，因此是上天要廟方重雕寶像。2002年1月3日，媽祖青銅巨像開光，八旬的廟方管理人李煖親自以赤腳舉行過火，中國國民黨副主席吳伯雄、副縣長廖正井、副議長黃金德等地方人士參與。

## 祭祀活動
信仰圈涵蓋永興、永安、笨港、深圳及蚵間等5個新屋沿海的里。廟方有媽祖接炸彈的傳說。旁祀觀音、註生娘娘、中壇元帥及福德正神等。曾舉辦過長達49天的羅天大醮。

## 外部連結
- 新屋天后宮的Facebook專頁